# Коган, Лев Рудольфович
Лев Рудольфович Коган (26 мая 1885, Одесса — 26 июня 1959, Ленинград) — русский и советский литературовед.

## Биография
Родился 26 мая (по старому стилю) 1885 года в Одессе в семье инженера-технолога Рудольфа Львовича Когана (Коган-Бернштейн; 1856, Кишинёв — ?), которому принадлежала занимавшаяся асфальтовыми и толевыми работами фирма (Ришельевская улица, дом № 12, кв. 19); мать — Евгения Коган. Среди прочего, Р. Л. Коган был автором книги «Асфальт и его применения для устройства мостовых и для других работ» (СПб, 1899) — одного из первых справочников на русском языке по истории и технологии применения асфальта в строительстве дорог и мостовых; был директором фабрики «Вискоза» на станции Мытищи Московского уезда (1914).
Окончил с золотой медалью 5-ю одесскую гимназию (1903) и историко-филологический факультет Новороссийского университета (1908). Студенческая работа «Роль госпожи Сталь в истории французского романтизма» была удостоена медали и по инициативе одного из его научных руководителей И. А. Линниченко опубликована в 1910 году в журнале «Филологические записки», а также отдельным оттиском. Отдельной брошюрой была также выпущена речь Когана «Гоголь — проповедник и пророк» (к столетию Н. В. Гоголя в 1909 году). Тем не менее Коган не смог продолжить карьеру в университете по причине еврейского происхождения. Преподавал в одесских гимназиях, возглавлял библиотечный комитет Общества евреев-приказчиков, основавшего в Одессе хорошую публичную библиотеку. После революции руководил библиотечным отделом губернского политпросвета; по воспоминаниям С. Я. Борового, учившегося у Когана в коммерческом училище, период руководства Когана стал золотым временем в истории одесских библиотек. Опубликовал подробную книгу о десятичной классификации: «Десятичная классификация» (Харьков, 1924).
С 1924 года преподавал русскую литературу XIX века в Одесском институте народного образования, был директором Одесской государственной научной библиотеки. Затем в 1927—1928 годах работал в Харьковском институте народного образования. С 1928 года обосновался в Ленинграде и до конца жизни (с перерывом на эвакуацию, проведённую в Ессентуках, Новосибирске и Алма-Ате) преподавал в Коммунистическом политико-просветительном институте им. Н. К. Крупской (затем Ленинградский библиотечный институт, ныне Санкт-Петербургский государственный университет культуры и искусств), в 1932 году стал первым заведующим кафедры истории литературы. Опубликовал монографию «Библиотечная работа с художественной литературой» (1931). В 1939 году был избран депутатом Ленинградского городского совета народных депутатов. В эвакуации некоторое время заведовал кафедрой русской литературы Казахского государственного университета. По возвращении в Ленинград в 1945 году вновь возглавил кафедру, на которой под его руководством работал ряд крупных учёных (Б. Я. Бухштаб, Е. П. Брандис, С. А. Рейсер).
Свободно владел французским, немецким языками, знал латинский, греческий, итальянский, голландский языки.
Умер 26 июня 1959 года в Ленинграде.

Могила Когана на Богословском кладбище Санкт-Петербурга.

## Научная деятельность
Важнейшей темой научной работы Когана была пушкинистика. К 1940 году он подготовил к защите докторскую диссертацию «Пушкин в Одессе» — фундаментальный труд, всесторонне описывающий пребывание А. С. Пушкина в этом городе в 1823—1824 гг. В этой книге, как указывает современный специалист, Коган «показывает жизненный и творческий опыт Пушкина одесского периода его жизни во всём многообразии и богатстве. Кропотливая работа над созданием основательной фактической базы, фундамента исследования, сообщила его книге чрезвычайную обстоятельность, историческую конкретность, но не сделала её описательной. У Л. Р. Когана на основании тщательного изучения исторических, биографических документов, на основании анализа пушкинских произведений в их историко-бытовом контексте сформировалась чёткая концепция одесского года Пушкина, причём автору удалось безошибочно обозначить важнейшие, узловые моменты этого периода и именно вокруг них расположить экспонируемый материал». Работе над монографией предшествовало сочинение Коганом неопубликованного романа на том же материале под названием «Изгнанник» (1936, рукопись не сохранилась). Однако защитить диссертацию Когану так и не удалось.
В послевоенные годы основным предметом исследовательских занятий Когана стало творчество А. Н. Островского. Составленная Коганом «Летопись жизни и творчества А. Н. Островского» (1953) не потеряла источниковедческого значения.
Коган оставил пространные воспоминания, представляющие интерес как для истории Одесского (Новороссийского) университета в дореволюционный период, так и для истории литературы.

## Семья
Жена — Эсфирь Иосифовна Коган (1893—1985).
Тётя — Анна Львовна Бернштейн-Коган (1840—1928), была замужем за потомственным почётным гражданином, провизором Яковом Ильичём Выводцовым (братом анатома и хирурга Д. И. Выводцева). 
Двоюродный брат — Лев Семёнович Берг, географ и ихтиолог. Троюродные братья — эсер М. Л. Коган-Бернштейн и экономико-географ С. В. Бернштейн-Коган; троюродная сестра — актриса М. Я. Бернштейн-Коган. Двоюродная сестра — Леонтина Яковлевна Выводцева (1862—?), была замужем за московским купцом первой гильдии Ильёй Евсеевичем Гуревичем.

### Работы
- Госпожа Сталь и французский романтизм/Л. Р. Коган. — Воронеж: Тип. Н. Кравцов и К., 1911. — 212 с.
- Элементарный курс теории словесности/ Л. Р. Коган. — Одесса: Труд, 1914. — 192 с.
- Десятичная классификация/Л. Р. Коган. — Харьков: Госиздат Украины, 1924. — IV, 148 с.
- Библиотечная работа с художественной литературой/ Л. Р. Коган. — Л.: Огиз — Прибой, 1931. — 208 с.
- Пушкин в переводах Мериме («Пиковая дама»)/Л. Р. Коган// Пушкин. Временник Пушкинской комиссии. — Вып. 4-5. — М.-Л.: АН СССР, 1939. — С. 331—356.
- Летопись жизни и творчества А. Н. Островского/Л. Р. Коган. — М.: Госкультиздат, 1953. — 408 с.